# Liste der Alben in den Billboard-Charts (1947)
Die Liste der Billboard-Alben (1947) ist eine vollständige Liste der Alben, die sich  im Kalenderjahr 1947 platzieren konnten. Die über das Jahr ermittelten Top 5 setzten sich aus den Verkaufszahlen von mehr als zweihundert Vertriebsläden im Gesamtgebiet der Vereinigten Staaten zusammen.  In diesem Jahr platzierten sich insgesamt 29 Alben.

## Tabelle
| Interpret                                                                         | Titel                                                  | Charteinstieg | Wochen | BP | Genre Stil                                   | Info |
| --------------------------------------------------------------------------------- | ------------------------------------------------------ | ------------- | ------ | -- | -------------------------------------------- | ---- |
| Franz Allers & the Brigadoon Orchestra & Chorus with Members of the Original Cast | Brigadoon Victor P-178                                 | 14.06.1947    | 1      | 4  | Stage & Screen Soundtrack, Musical           |      |
| Tex Beneke with the Miller Orchestra                                              | Prom Date Victor P-183                                 | 11.10.1947    | 4      | 3  | Jazz, Pop Big Band                           |      |
| Will Bradley & his Orchestra feat. Ray McKinley                                   | Boogie Woogie Columbia C-123                           | 19.04.1947    | 6      | 2  | Jazz, Pop Big Band, Swing, Vocal             |      |
| Les Brown & his Orchestra                                                         | Sentimental Journey Columbia C-131                     | 26.07.1947    | 3      | 5  | Jazz, Stage & Screen Theme, Big Band         |      |
| Frankie Carle with Rhythm Section                                                 | Carle Comes Calling Columbia C-129                     | 28.06.1947    | 16     | 2  | Jazz, Stage & Screen Soundtrack              |      |
| Perry Como                                                                        | Perry Como Sings Merry Christmas Music Victor P-161    | 28.12.1946    | 7      | 2  | Pop Vocal                                    |      |
| Bing Crosby                                                                       | Merry Christmas Decca A-403                            | 28.12.1946    | 11     | 1  | Jazz, Pop Vocal                              |      |
| Bing Crosby                                                                       | St. Patrick's Day Decca A-495                          | 08.03.1947    | 4      | 3  | Pop Vocal                                    |      |
| Bing Crosby & Fred Astaire                                                        | Irving Berlins's Blue Skies Decca A-481                | 18.01.1947    | 5      | 4  | Jazz, Pop Vocal, Swing                       |      |
| Tommy Dorsey & his Orchestra with Frank Sinatra, Jo Stafford & the Pied Pipers    | All Time Hits Victor P-163                             | 22.02.1947    | 16     | 2  | Jazz Swing, Big Band                         |      |
| Lennie Hayton & the MGM Studio Orchestra & Chorus                                 | Till the Clouds Roll By MGM-1                          | 29.03.1947    | 3      | 3  | Stage & Screen Soundtrack                    |      |
| Eddy Howard & his Orchestra                                                       | Romance with Eddy Howard Majestic M-15                 | 05.04.1947    | 5      | 3  | Jazz Big Band                                |      |
| Harry James                                                                       | All-Time Favorites Columbia C-117                      | 28.12.1946    | 6      | 1  | Jazz Big Band                                |      |
| Al Jolson                                                                         | Souvenir Album Decca A-575                             | 16.08.1947    | 18     | 1  | Jazz, Pop Vocal                              |      |
| Al Jolson                                                                         | The Jolson Story Decca A-469                           | 18.01.1947    | 38     | 1  | Jazz, Pop, Stage & Screen Vocal              |      |
| Stan Kenton & his Orchestra                                                       | Artistry in Rhythm Capitol BD-39                       | 28.12.1946    | 6      | 2  | Jazz Big Band                                |      |
| Wayne King & his Orchestra                                                        | Wayne King Waltzes Volume 2 Victor P-171               | 10.05.1947    | 8      | 2  | Jazz, Classical Easy Listening               |      |
| Guy Lombardo & his Royal Canadians                                                | The Twin Pianos Decca A-512                            | 15.02.1947    | 5      | 3  | Jazz Big Band                                |      |
| Guy Lombardo & his Royal Canadians                                                | Waltzes Decca A-509                                    | 03.05.1947    | 3      | 4  | Jazz Easy Listening                          |      |
| Freddy Martin & his Orchestra                                                     | Concertos for Dancing Victor P-169                     | 22.03.1947    | 10     | 2  | Pop, Classical Easy Listening, Instrumental  |      |
| Glenn Miller & his Orchestra                                                      | An Album of Outstanding Arrangements Victor P-148      | 18.01.1947    | 28     | 1  | Jazz, Pop Big Band                           |      |
| Glenn Miller & his Orchestra                                                      | Glenn Miller Masterpieces Victor P-189                 | 25.10.1947    | 8      | 1  | Jazz                                         |      |
| Vaughn Monroe & his Orchestra                                                     | Vaughn Monroe's Dreamland Special Victor P-160         | 23.12.1946    | 9      | 2  | Jazz, Pop Vocal                              |      |
| Dorothy Shay                                                                      | The Park Avenue Hillbillie Goes to Town Columbia C-155 | 15.11.1947    | 6      | 2  | Jazz Big Band                                |      |
| Dorothy Shay                                                                      | The Park Avenue Hillbillie Sings Columbia C-119        | 22.02.1947    | 33     | 1  | Jazz, Pop Big Band, Vocal                    |      |
| Frank Sinatra with Axel Stordahl & his Orchestra                                  | Songs by Sinatra - Volume I Columbia C-124             | 17.05.1947    | 7      | 2  | Jazz, Pop Vocal                              |      |
| The Three Suns                                                                    | The Three Suns Present Victor P-185                    | 11.10.1947    | 4      | 3  | Pop Instrumental                             |      |
| The Three Suns                                                                    | Twilight Time Majestic M-2                             | 08.02.1947    | 3      | 4  | Jazz, Pop Vocal, Easy Listening              |      |
| Fred Waring & his Pennsylvanians                                                  | Twas the Night Before Christmas Decca A-480            | 28.12.1946    | 2      | 4  | Classical, Children’s, Folk, World & Country |      |